# زرنق (خدا أفرين)
زرنق هي قرية في مقاطعة خدا أفرين، إيران. عدد سكان هذه القرية هو 99 في سنة 2006.